# Ямамуро Кодзі
Ямамуро Кодзі  (яп. 山室光史, 17 січня 1989) — японський гімнаст, олімпійський чемпіон.

## Виступи на Олімпіадах
| Олімпіада   | Дисципліна        | Місце   |
| ----------- | ----------------- | ------- |
| Лондон 2012 | абсолютний залік  | 18 r1/2 |
| Лондон 2012 | командний залік   | 2       |
| Лондон 2012 | вільні вправи     | 41 r1/2 |
| Лондон 2012 | опорний стрибок   | 17 r1/2 |
| Лондон 2012 | паралельні бруси  | 50 r1/2 |
| Лондон 2012 | перекладина       | 32 r1/2 |
| Лондон 2012 | кільця            | 23 r1/2 |
| Лондон 2012 | кінь              | 15 r1/2 |
| Ріо 2016    | командна першість | 1       |